# مركز المنار في ويلز

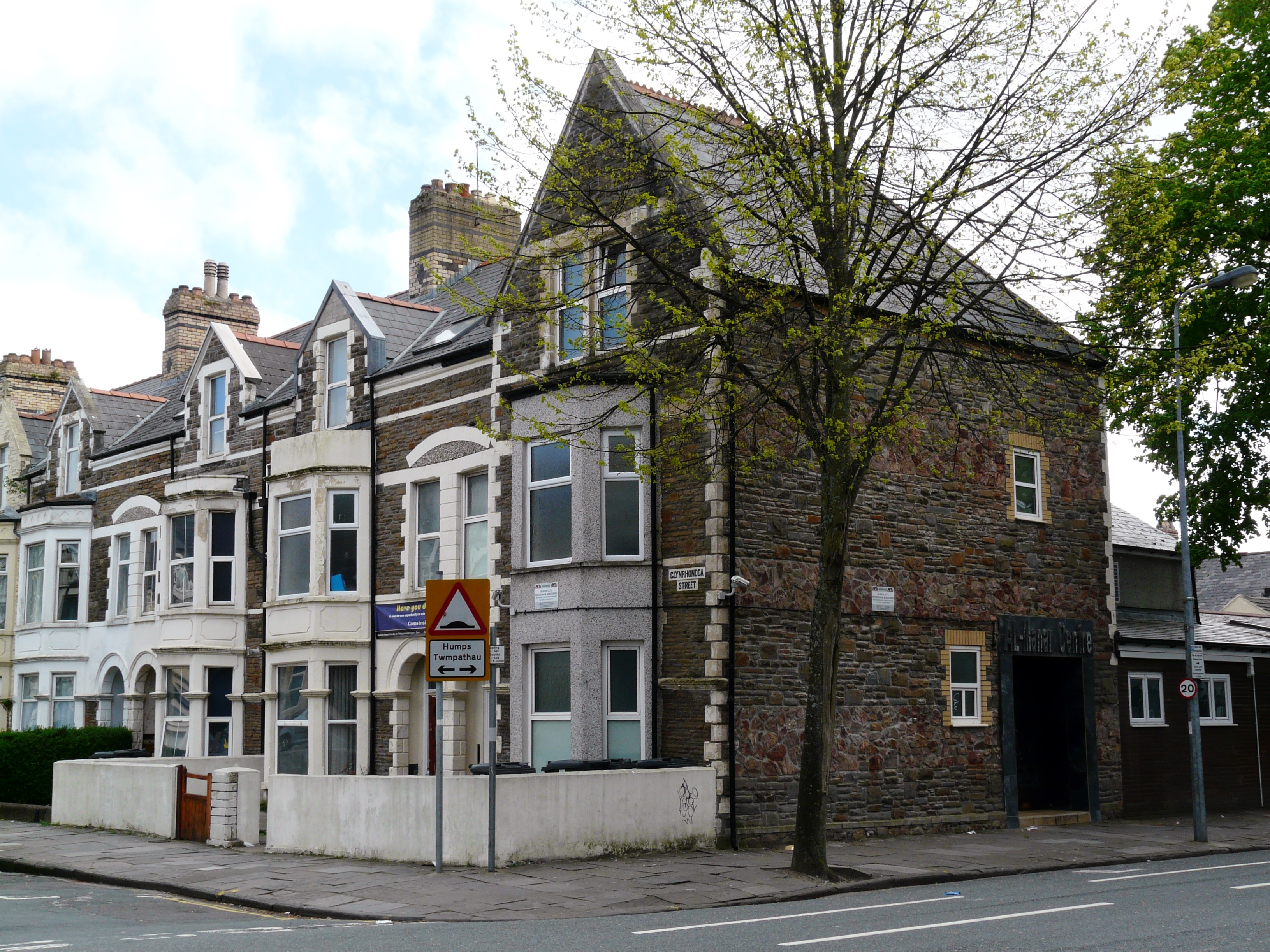
مركز المنار، 2 شارع غلينرهوندا

مركز المنار (بالإنجليزية: Al-Manar Centre)‏ ويسمى بعض الأحيان 2 شارع غلينرهوندا في كاثايس بكارديف (عاصمة ويلز) أول مسجد في المملكة المتحدة.
أسس المسجد من قبل البحارة اليمنيين والصوماليين في رحلاتهم بين عدن وموانيء كارديف والتي سجلها في سجل مواقع دينية (تحتفظ الآن من قبل مكتب الإحصاءات الوطنية) كمكان للعبادة مسجل من عام 1860.
لا يزال اليوم مسجل كمسجد تحت عنوان مركز المنار الإسلامي والثقافي.